# Disco Inferno (Film)
Disco Inferno ist ein US-amerikanischer Kurz-Horrorfilm von Matthew Castellanos aus dem Jahr 2023.

## Handlung
1953 erhängt sich Schwester Lynn in einer Kirche in Los Angeles, nachdem sie auf Grund ihres unerfüllten Kinderwunsches ein Kind entführt hatte. 1973 ist die Kirche inzwischen entweiht und wurde zu einer Diskothek umgewidmet, die zu den angesagtesten Clubs der Stadt gehört. Mel und Brandon nehmen an einem Tanzwettbewerb teil, doch Mel ist schwer abgelenkt. Brandon denkt, es hätte mit ihm zu tun, doch Mel ist schwanger und weiß nicht, wie ihr Tanzpartner darauf reagieren wird. Vor lauter Unsicherheit hält sie es geheim. In der Disco sieht sie nun häufig eine ältere Frau. Diese lockt sie in die Krypta unter der Kirche. Es handelt sich um den Geist von Schwester Lynn, der ihr Baby rauben will. Es kommt zu einem Kampf zwischen den beiden. Als Brandon Mel findet, bricht er die Tür auf. Der Geist verschwindet und es ist ihm nicht gelungen, das Baby zu rauben. Nun endlich gesteht sie Brandon, schwanger zu sein. Er freut sich, Vater zu werden.

## Hintergrund
Der Film hatte seine weltweite Premiere am 20. Oktober 2023 über die Streaming-Plattform Netflix. 

## Rezeption
Trotz der Kürze wirkt der Film auf viele Rezensenten langweilig und ohne echte Dramaturgie. So schrieb Oliver Armknecht auf Film-rezensionen.de: „Disco Inferno erzählt von einem tanzenden Paar und einem bösen Geist, der von Kindern besessen ist. Das hätte spannend werden können. Und doch ist der Kurzfilm ziemlich langweilig, lediglich die 70er-Jahre-Atmosphäre gefällt.“ Positiv bewertet wurde die die Atmosphäre des Films.